# Mordfall Kitty Genovese
Der Mordfall Kitty Genovese im Jahr 1964 löste gesellschaftliche Debatten aus. Das Mordopfer Catherine Susan „Kitty“ Genovese (* 7. Juli 1935 in Brooklyn, New York City; † 13. März 1964 in Queens, New York City) war eine New Yorkerin, die ein Gewalttäter in unmittelbarer Nähe ihres Wohnhauses misshandelte und tötete. Die Umstände der Tat wurden als vermeintliches Beispiel für Gleichgültigkeit und Untätigkeit von Nachbarn im großstädtischen Lebensumfeld publizistisch verarbeitet. Ein als Zuschauereffekt oder Genovese-Syndrom betiteltes Phänomen war Gegenstand psychologischer und sozialpsychologischer Untersuchungen. In den folgenden Jahrzehnten wurden Aspekte der Tat und die postulierte Allgemeingültigkeit der anfänglichen Veröffentlichungen kritisch betrachtet.

## Vorgeschichte
Catherine Susan „Kitty“ Genovese wuchs als ältestes Kind von Rachael und Vincent Genovese im Brooklyner Stadtviertel Park Slope auf. Kitty war kontaktfreudig, wortgewandt und interessierte sich für lateinamerikanische Musik und Tanz. 1954 schloss sie die Prospect Heights High School erfolgreich ab. Im selben Jahr entschied sich die Familie für einen Umzug in die Vorstadt New Canaan in Connecticut, nachdem ihre Mutter Zeugin eines Mordes in der Stadt geworden war. Kitty dagegen, zu dem Zeitpunkt 19 Jahre alt, entschied sich, in New York zu bleiben. Am 31. Oktober 1954 heiratete Genovese den US-Army-Offizier und Ingenieur Rocco Anthony Fazzolare. Die Ehe wurde aufgehoben und 1956 geschieden.
1964 arbeitete sie als Bar-Managerin der Ev’s 11th Hour Sports Bar in Hollis (Queens). Ihre Wohnung im Stadtviertel Kew Gardens teilte sie sich seit einem Jahr mit ihrer Partnerin Mary Ann Zielonko (* 22. Juni 1938 als Mary Katherine Zielonko in New York, † 3. April 2024 in Rutland, Vermont).

## Der Angriff

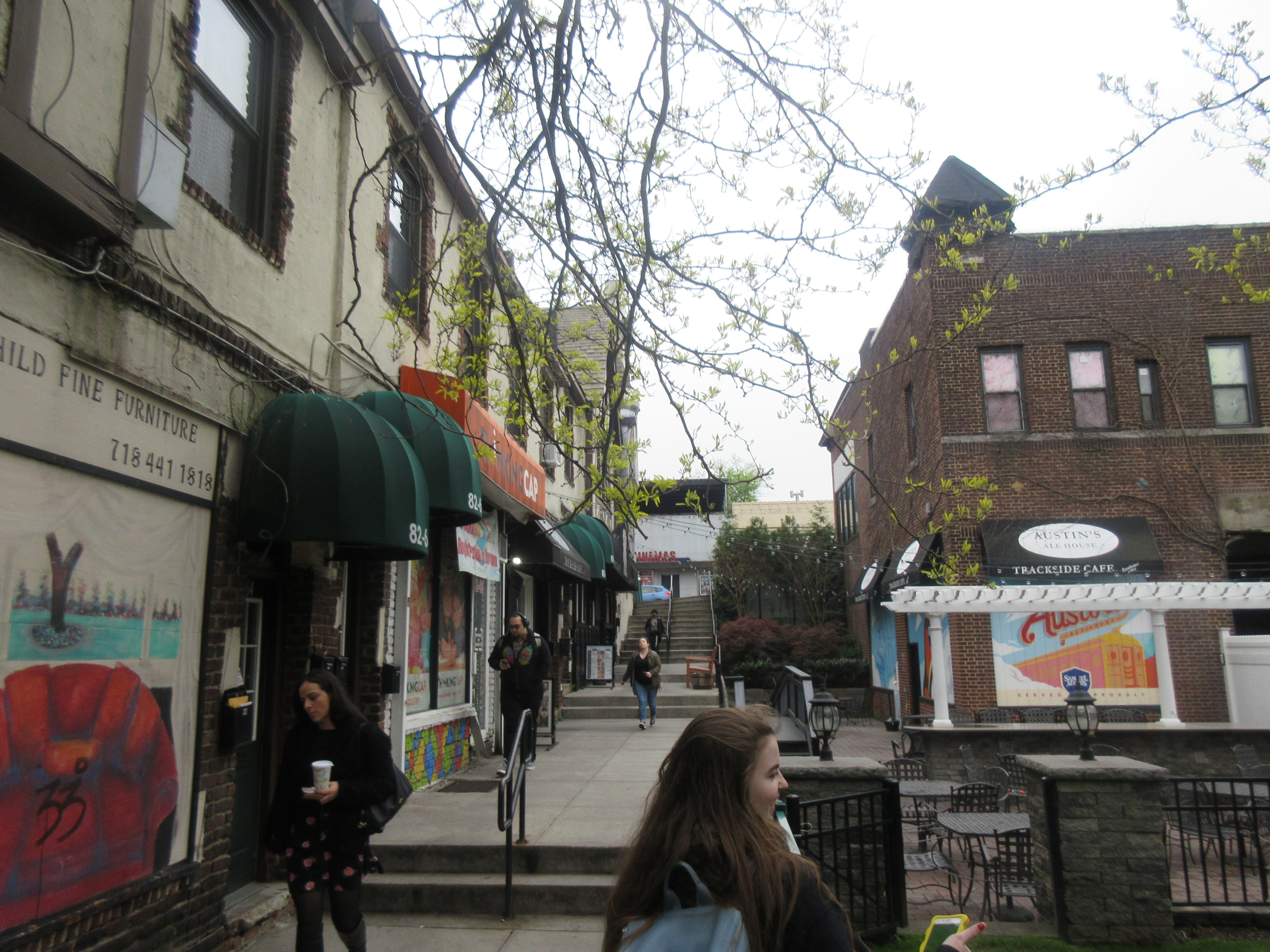
Rückseite des Wohngebäudes im Jahr 2019, Gehweg zum Lefferts Boulevard. Ein Angriff fand im Bereich des Eingangs 82-60 Austin Street statt. Der Eingang 82-62 Austin Street, hinten links, führte zur Wohnung.

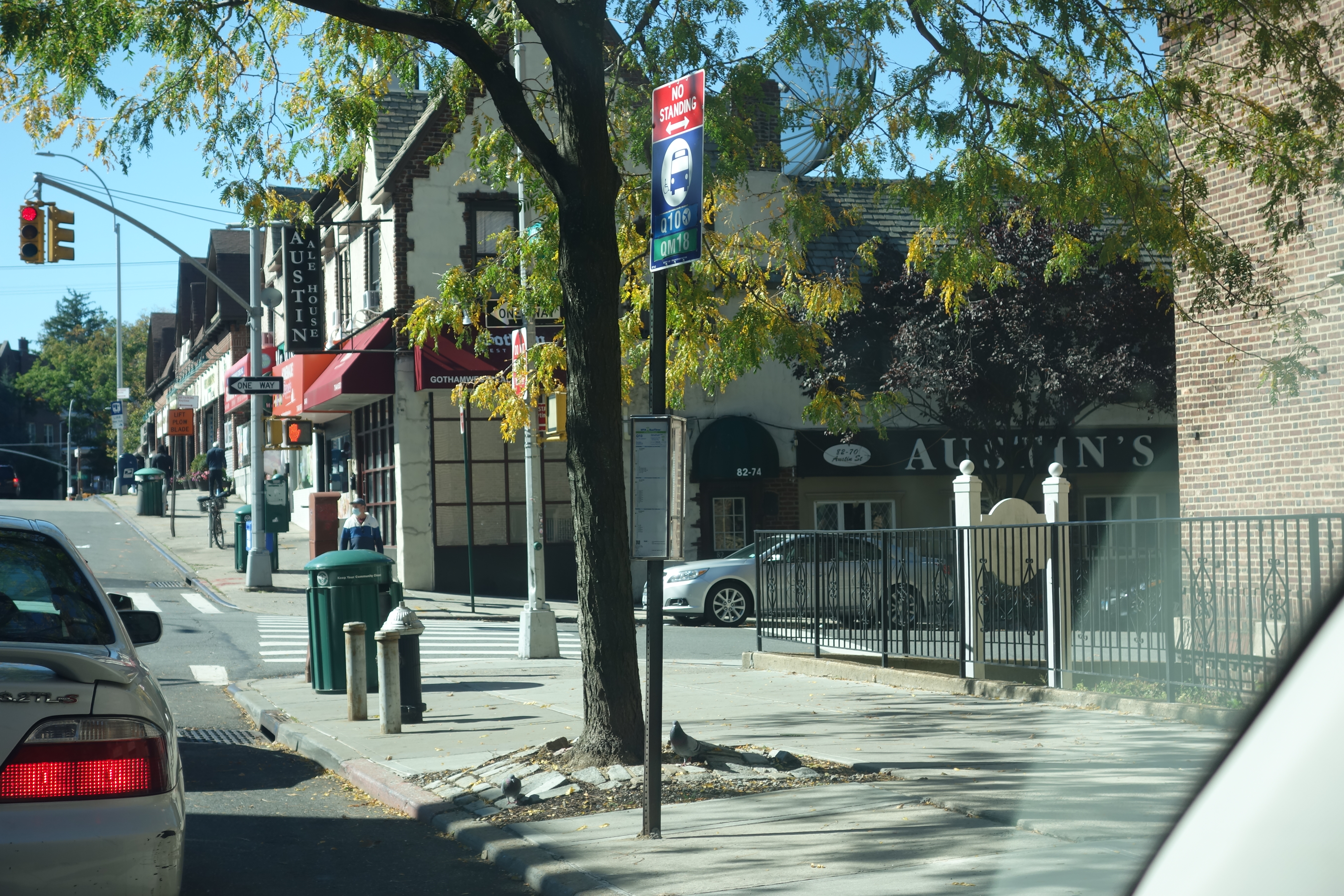
Blick entlang Lefferts Boulevard im Jahr 2020. Rechts Austin Street und Teil der Vorderseite des zweigeschossigen Gebäudekomplexes.

Genovese fuhr am frühen Morgen des 13. März 1964 nach Hause. Sie kam gegen 3.15 Uhr an und parkte ihr Auto etwa 30 m von ihrer Haustür entfernt an der Austin Street. Sie wohnte in einem Gebäudekomplex mit Geschäften im Erdgeschoss und Wohnungen im Obergeschoss (⊙). Der Eingang lag auf der von der Austin Street abgewandten Seite an einem Gehweg, der vom Vorplatz des Bahnhofs Kew Gardens der Long Island Rail Road einige Stufen hinauf zum Lefferts Boulevard führt.
Winston Moseley, der Täter, lief Genovese nach und stach ihr zweimal in den Rücken. Sie rief: „Oh mein Gott, er hat auf mich eingestochen! Hilfe!“ In dem großen 10-stöckigen Apartmenthaus auf der gegenüberliegenden Straßenseite gingen Lichter an. Ein Bürger öffnete das Fenster und rief: „Lass das Mädchen in Ruhe!“ Moseley rannte zu seinem Auto und fuhr weg. Einige Bewohner sagten später, sie seien davon ausgegangen, es handele sich bei dem Lärm um die übliche Schließzeit von Old Bailey, einer belebten Bar, die sich im Erdgeschoss des von Genovese bewohnten Komplexes befand. Ein Mann, der den Angriff gesehen hatte, sagte aus, er habe die Polizei angerufen.
Genovese schleppte sich gegen 3.30 Uhr von der Austin Street um zwei Ecken des Gebäudes auf die von der Straße abgewandte Seite, auf der der Eingang zu ihrer Wohnung lag. Sie war schwer verletzt, nun jedoch außerhalb der Sichtweite jener an der Austin Street, die Grund zu der Annahme gehabt hätten, dass sie Hilfe benötigen könnte. Moseley wartete ein paar Blocks entfernt in seinem Auto, ob die Polizei kam. Als dies nicht der Fall war, traf er die Entscheidung, zurückzukehren. Er tarnte sich mit einem Hut und suchte den Appartementkomplex systematisch ab, bis er Genovese am hinteren Eingang fand. Abwehrschnitte an ihren Händen deuteten darauf hin, dass Genovese um ihr Leben gekämpft hatte, als Moseley sie mit dem Messer attackierte, vergewaltigte und um 49 Dollar beraubte.
Gegen 3.50 Uhr, einige Minuten nach dem zweiten Angriff, rief der Zeuge Karl Ross die Polizei. Dabei kam es zu einer erheblichen Verzögerung, weil Ross homosexuell war und deshalb auf keinen Fall Ärger mit den Behörden haben wollte. Homosexualität war verboten, es gab regelmäßig Übergriffe seitens der Polizei auf Homosexuelle, und der Stonewall-Aufstand in der Christopher Street fand erst fünf Jahre später statt. Ross wollte die Polizei nicht von seinem Telefon aus anrufen und er sagte später auch den berühmt gewordenen Satz "I didn’t want to get involved" (Ich wollte nicht involviert werden). Statt also sein eigenes Telefon zu benutzen, kletterte er erst über das Dach in die Wohnung einer Freundin, um von dort die Polizei anzurufen. Er war vermutlich nicht der Erste, der die Polizei anrief, aber Aufzeichnungen aller früheren Anrufe sind undeutlich, und ihnen wurde von der Polizei keine hohe Priorität eingeräumt. Zudem vermutete die Polizei einen Beziehungsstreit, in einer Zeit, in der Gewalt gegen Frauen bagatellisiert wurde und Vergewaltigung in der Ehe kein Straftatbestand war. Erneut alarmiert trafen Polizei und medizinisches Personal Minuten nach Ross’ Anruf ein; Genovese verstarb jedoch während der Fahrt zum Krankenhaus.
Bei den späteren Untersuchungen wurden 38 Personen von der Polizei befragt. Von diesen 38 Personen waren die allermeisten keine Augenzeugen. Einige hatten nur etwas gehört, andere waren nicht einmal aufgewacht und viele hatten keine Ahnung, dass ein Übergriff oder Mord im Gange war; einige dachten, das, was sie sahen oder hörten, sei ein Beziehungsstreit oder eine Gruppe von Freunden, die die Bar verließen. Nur Karl Ross und ein weiterer Nachbar mit dem Namen Joseph Fink hatten den Überfall deutlich gesehen. Fink hatte anschließend nichts unternommen.

## Der Täter
Winston Moseley (* 1935, † 28. März 2016), eine Bürohilfskraft (business machine operator), wurde fünf Tage später in Verbindung mit einem anderen Verbrechen festgenommen. Er war gerade dabei, die Wertsachen aus einer fremden Wohnung in Queens zu schaffen, als ihn der Nachbar Raoul Cleary fragte, was er da tue. Moseley behauptete, ein Möbelpacker zu sein, woraufhin Cleary einen Bekannten anrief und so erfuhr, dass niemand seiner Nachbarn umzog. Cleary rief die Polizei und Moseley wurde verhaftet; er wurde also durch das Eingreifen eines unbeteiligten Zuschauers festgenommen, während bis zu diesem Zeitpunkt die Polizei Genoveses Partnerin verdächtigte.
In Polizeigewahrsam gestand Moseley nicht nur den Mord an Kitty Genovese, sondern auch zwei weitere Morde, die beide sexuelle Übergriffe beinhaltet hatten. Anschließende psychiatrische Untersuchungen wiesen darauf hin, dass bei Moseley eine nekrophile Störung vorgelegen haben könnte. Er wurde wegen Mordes zum Tode verurteilt, die Strafe wurde später aber in eine lebenslange Gefängnisstrafe umgewandelt. Während einer Fahrt zu einem Krankenhaus in Buffalo (New York), in dem er operiert werden sollte, überwältigte er 1968 einen Wachmann und nahm fünf Geiseln, von denen er sich an einer sexuell vergriff, bevor er wieder festgenommen werden konnte.
Moseley starb am 28. März 2016 im Alter von 81 Jahren in der Haft, nachdem er ab 1964 fast 52 Jahre lang inhaftiert war.

## Die Reaktion
Die Geschichte von Genoveses Ermordung wurde praktisch augenblicklich zu einer Parabel auf die unterstellte Gefühlskälte oder zumindest Apathie der Not eines anderen Menschen gegenüber, sei es auf New York City bezogen, auf das Leben in der Großstadt, oder Amerika im Allgemeinen. Diese Einschätzung des Ereignisses war zum Großteil eine Reaktion auf einen Artikel in der New York Times, der zwei Wochen nach dem Mord veröffentlicht wurde. Der Artikel trug die reißerische Schlagzeile Thirty-Eight Who Saw Murder Didn’t Call the Police („Achtunddreißig, die Mord sahen, riefen nicht die Polizei“); die öffentliche Meinung zu dem Ereignis wurde durch ein Zitat aus dem Artikel geprägt, das den dort namentlich nicht genannten Nachbarn Karl Ross wiedergibt: “I didn’t want to get involved” (deutsch: „Ich wollte nicht darin verwickelt werden“).
Während Genoveses Nachbarn durch diesen Artikel verunglimpft wurden, handelte es sich bei dem Gedanken der „achtunddreißig Schaulustigen, die untätig waren“ um eine Irreführung. Der Artikel begann wie folgt:

“For more than half an hour thirty-eight respectable, law-abiding citizens in Queens watched a killer stalk and stab a woman in three separate attacks in Kew Gardens.”

„Mehr als eine halbe Stunde lang sahen achtunddreißig ehrbare, gesetzestreue Bürger in Queens einem Killer dabei zu, wie er eine Frau verfolgte und in drei einzelnen Angriffen in Kew Gardens niederstach.“

Dieser Einstieg ist dramatisch, jedoch faktisch falsch. So gab es keine 38 Zeugen, vielmehr entsprach dies der Anzahl der ersten Vernehmungen von möglichen Zeugen durch die Polizei und war daher nur als polizeilicher Vorgang von Bedeutung. Die Tat fand mitten in der Nacht statt. Aufgrund des Grundrisses des Gebäudes und der Tatsache, dass jeder Angriff infolge von Genoveses Versuch, ihrem Angreifer zu entkommen, an einem anderen Ort stattfand, wäre es keinem Zeugen möglich gewesen, den gesamten Angriff mitzuverfolgen. Die meisten hörten nur Teile des Geschehnisses, ohne die Ernsthaftigkeit der Lage zu erkennen, einige wenige sahen nur einen geringen Anteil des anfänglichen Übergriffes, und es gab keine Zeugen, die die letztendliche Vergewaltigung und den Angriff im Eingangsbereich  des Gebäudes sahen, der zu Genoveses Tod führte.
Rebecca Solnit erklärt die Untätigkeit der Nachbarn im größeren Zusammenhang der sexuellen Gewalt gegen Frauen. Sie schreibt: „Begriffe für Taten wie Date-Rape, Vergewaltigung in der Ehe, inner- oder außenfamiliärer sexueller Missbrauch mussten erst noch erfunden werden.“ An die Fehlinterpretation der unterstellten Gefühlskälte erinnert Peter Baker, wenn er schreibt, dass die Nachbarn den brutalen Angriff des Fremden für eine Beziehungstat hielten.
Ungeachtet dessen trug die Aufmerksamkeit, die die Medien dem Mord schenkten, zur Umsetzung einer bereits zuvor angedachten Reform des telefonischen Notruf-Systems in den Vereinigten Staaten bei. Die Telefongesellschaft AT&T führte im Jahr 1968 die einheitliche Notrufnummer 911 ein und die New Yorker Polizei zentralisierte und professionalisierte die Notrufannahme durch Calltaker. Zum Zeitpunkt des Mordes war die Polizei in der Selbstwahl über die Telefonnummer 777-3100  oder mit der Telefonnummer 0 handvermittelt über die Vermittlungsstelle der Telefongesellschaft erreichbar.
Die melodramatische Berichterstattung führte auch zu umfassenden Untersuchungen des Bystander-Effekts im Bereich der Psychologie. Zudem organisierten einige Gemeinden Neighborhood-Watch-Programme und Entsprechungen für Appartementkomplexe, um Menschen in Notlagen zu helfen.

## Künstlerische Reaktionen
Das Buch Ein Akt der Gewalt von Ryan David Jahn basiert auf dem Mordfall Kitty Genovese. Das Geschehen wird von fiktiven Personen dargestellt, jedoch legte ihnen der Autor Zitate aus den originalen Polizeiberichten in den Mund.
Folksänger Phil Ochs spielt auf den Genovese-Mord in den ersten Zeilen seines Songs Outside a Small Circle of Friends an.
In der Comicserie Watchmen bestellt eine Frau ein Kleid aus einem neuartigen Material, das sie dann aber nicht abholt, woraufhin Walter Joseph Kovacs es mit nach Hause nimmt und damit experimentiert. Als er von Kitty Genoveses Tod und der behaupteten Gleichgültigkeit ihrer Nachbarn dem Verbrechen gegenüber erfährt, kommt er zu dem Schluss, dass sie die Frau war, die das Kleid bestellt hatte. Er schneidet den Stoff zu einer Maske zurecht und nimmt eine neue Identität als der Superheld Rorschach an, um machtlose Opfer von Verbrechen zu rächen.
Der Kultfilm Der blutige Pfad Gottes beginnt mit einem Priester, der die Geschichte Kitty Genoveses in einer Predigt verwendet, um zu illustrieren, dass das tatenlose Beobachten einer schlechten Tat ebenso schlimm oder sogar noch schlimmer ist als die Tat selbst.
Der Fernsehfilm Death Scream aus dem Jahr 1975 orientierte sich vage an dem Mord an Kitty Genovese.
Der deutsche Kurzfilm 38 aus dem Jahr 2022 zeigt einen fiktionalisierten Ablauf des Verbrechens und Interviews mit den Zeugen.
Der französische Schriftsteller Didier Decoin verarbeitete die Ermordung Kitty Genoveves 2009 in seinem Roman Est-ce ainsi que les femmes meurent? (Ist dies, wie Frauen sterben?). 2011 erschien eine deutsche Übersetzung unter dem Titel Der Tod der Kitty Genovese. Decoins Werk hält sich inhaltlich eng an die tatsächlichen Geschehnisse und wurde 2012 von Lucas Belvaux unter dem Titel 38 témoins verfilmt.
Der britische Komponist Will Todd verarbeitete die Situation in seinem Stück The Screams of Kitty Genovese für 12 singende Schauspieler und kleines Ensemble (1999).